# Marcus Aurelius-søjlen
Marcus Aurelius-søjlen er en søjle på Piazza Colonna i Rom. Monumentet er udført med Trajanussøjlen som forbillede.
Søjlen, der er 39 m høj, var oprindelig en del af et gravmonument over den romerske kejser Marcus Aurelius, rejst 180 e.Kr. Den er smykket af et relief, der løber i en spiral rundt om søjlen og og skildrer hans kampe mod folkene nord for Donau, der dengang truede Romerriget.
På grund af jordhævningen er en del af søjlens base havnet under jorden. En ny base blev fremstillet i 1587, samtidig som pave Sixtus V lod placere en statue af apostelen Paulus på toppen, med blikket i retning mod Peterskirken.